# Matteo Anania
Matteo Anania (* 24. Mai 1984 in Mailand) ist ein italienischer Fußballspieler auf der Position des Verteidigers.